# Nedystoma dayi
Nedystoma dayi és una espècie de peix de la família dels àrids i de l'ordre dels siluriformes.

## Morfologia
- Els mascles poden assolir 20 cm de longitud total.[6][7]

## Alimentació
Menja principalment larves d'insectes aquàtics.

## Hàbitat
És un peix d'aigua dolça i de clima tropical.

## Distribució geogràfica
Es troba a Nova Guinea.